# Clarina kotschyi
Clarina kotschyi är en fjärilsart som beskrevs av Vincenz Kollar 1850. Clarina kotschyi ingår i släktet Clarina och familjen svärmare. Inga underarter finns listade i Catalogue of Life.